# How the Grinch Stole Christmas! (animatiefilm)
How The Grinch Stole Christmas! is een Amerikaanse animatiefilm uit 1966, geregisseerd door Chuck Jones en gebaseerd op het gelijknamige boek van Dr. Seuss. De film was bedoeld als tv-special op CBS en is in de VS een van de populairste en vaakst vertoonde kerstfilms geworden. De film wordt grotendeels verteld en gezongen door Boris Karloff.

## Verhaal
The Grinch is een wezen dat een hekel heeft aan Kerstmis. Omdat hij het feest zo hard haat besluit hij zich als de Kerstman te vermommen en Kerstmis te stelen. Hij gaat naar het nabijgelegen dorp en steelt er alle cadeautjes, kerstbomen en decoraties in de hoop dat iedereen hierdoor ongelukkig zal worden. Tot zijn verbazing blijkt iedereen nog net zo vrolijk als voorheen. De dorpelingen zingen met veel vreugde kerstliederen en bewijzen dat de geest van het Kerstfeest over véél meer gaat dan slechts materiële zaken. The Grinch krijgt wroeging, geeft alles terug en mag meedoen aan de festiviteiten.

## Stemacteurs
| Acteur            | Personage              |
| ----------------- | ---------------------- |
| Boris Karloff     | the Grinch / verteller |
| June Foray        | Cindy Lou Who          |
| Dallas McKennon   | Max                    |
| Thurl Ravenscroft |                        |
| MGM Studio Chorus | diverse inwoners       |